# Juraj Minčík
Juraj Minčík, född den 27 mars 1977 i Spišská Stará Ves, är en slovakisk kanotist.
Han tog OS-brons i C-1 slalom i samband med de olympiska kanottävlingarna 2000 i Sydney.